# Praia de Itaorna
A Praia de Itaorna é uma praia em Angra dos Reis, RJ. Originalmente uma aldeia de pescadores, foi o local de construção da Central Nuclear Almirante Álvaro Alberto.

## Origem do nome
O nome "Itaorna" tem origem controversa. Geralmente acredita-se que venha da língua guarani e significa "pedra podre" ou "pedra mole". Quanto ao prefixo "ita", "pedra", é bem conhecido e ponto pacífico. Já o sufixo "orna" não tem origem comprovada, tendo sido objeto de prémio oferecido pela Eletronuclear para descobrir sua origem.

## Usinas nucleares
Itaorna foi o local escolhido para a construção da Central Nuclear Almirante Álvaro Alberto, compreendendo as usinas nucleares Angra 1, Angra 2 e Angra 3. As razões determinantes dessa localização foram a proximidade dos três principais centros de carga do Sistema Elétrico Brasileiro (Rio de Janeiro,Belo Horizonte e São Paulo), a necessária proximidade do mar e a facilidade de acesso para os componentes pesados.
A construção das usinas nesta localidade tem sido criticada ao longo dos anos. A suposição de que o nome signifique de fato "pedra ruim" tem isso usada como objeto de crítica de grupos ambientalistas contra a construção da usina, devido ao conhecimento dos índios sobre uma suposta falha geológica na região.

## Região circunvizinha
A região de Itaorna, antes um local remoto e ermo, viu, gradativamente, crescerem comunidades e bairros ao seu redor. Assim, além das vilas residenciais de Praia Brava e Mambucaba, habitadas pelos operadores das usinas, existem hoje nas proximidades da vila de Mambucaba,as comunidades do Parque Mambucaba, Piraquara de Dentro, Piraquara de Fora, entre outros. Há também os bairros um pouco mais distantes, como o Frade.